# Eat Me, Drink Me
Eat Me, Drink Me (в переводе с англ. — «Съешь меня, выпей меня») — шестой студийный альбом американской рок-группы Marilyn Manson, выпущенный 5 июня 2007 года лейблом Interscope Records. Он был записан и спродюсирован в арендованной домашней студии в Голливуде ведущим вокалистом Мэрилином Мэнсоном и гитаристом/басистом Тимом Скольдом. Это был первый альбом группы, который не был записан в полном составе группы, так как Джон 5 покинул группу в 2004 году. Вместо того, чтобы заменить Джона, Тим Скольд остался играть на басу и взял также роль ведущего гитариста, после чего группа продолжила играть вчетвером. Мэнсон заявил, что он спел большую часть альбома, лёжа на полу студии, обхватив руками студийный микрофон, в результате чего получился очень характерный вокальный звук. Из композиций Скольда ещё две, как говорят, были превращены в полноценные песни с завершёнными текстами, музыкой и вокалом, но не были включены в альбом из-за боязни сделать его перегруженным.
После своего релиза, Eat Me, Drink Me был встречен положительными отзывами критиков и дебютировал на восьмом месте в американском чарте Billboard 200. Альбом был последним, в котором участвовал участник группы Тим Скольд, и породил два сингла («Heart-Shaped Glasses (When the Heart Guides the Hand)» и «Putting Holes in Happiness»). В поддержку альбома группа организовала мировое турне Rape of the World Tour.

## Разработка и запись
Проведя время в конце тура Grotesk Burlesk Tour в тяжёлой депрессии и размышляя о своём постоянном уходе из музыкальной индустрии, Мэнсон передумал и записал дуэт «Don’t You Want Me» с Ширли Мэнсон. Первоначально это было предназначено для поддержки предстоящего сборника хитов, но оба артиста чувствовали, что они не соответствуют своим стандартам, и до сих пор не выпустили песню.
Lest We Forget: The Best Of был выпущен 28 сентября 2004 года, и певец назвал его «прощальным» альбомом; однако он настаивал на том, что это не будет последний альбом Мэрилина Мэнсона. После выхода сингла «Personal Jesus» группа сделала ряд рекламных выступлений. Чтобы мы не забыли, что в 2005 году он был сертифицирован как Золотой. Когда промоушен для Lest We Forget завершился, группа вернулась в студию и записала восемь демозаписей, некоторые из которых имели вокал, а одна, в частности, была данью Энди Уорхолу. Он был поддержан туром Against All Gods Tour. Тур был отмечен одним релизом, EP 2005 года «The Nobodies» с новым миксом песни (Криса Вренны) и другими ремиксами.
Мэнсон начал делать запись альбома в ноябре 2005 года, но был по большому счёту сосредоточен на своём фильме «Фантасмагория: видения Льюиса Кэрролла», а также процессе открытия художественной галереи и личных проблемах, связанных с его браком. Именно после открытия галереи, Celebritarian Corporation Gallery of Fine Art в ночь на Хэллоуин 2006 года, Мэнсон по-настоящему начал свой вклад в качестве певца, разрабатывая мелодии и структуры вокруг уже существующих композиций Скольда, быстро сочиняя тексты и обычно записываясь в тот же день. Одним из результатов этого является то, что альбом содержит шесть гитарных соло Скольда (в общей сложности на 3 минуты 39 секунд альбома) и множество других гитарных моментов, в то время как бас—гитара и клавишные, которые также исполняются Скольдом, гораздо меньше, чем в обычном релизе Мэнсона. Мэнсон объяснил, что «[он] писал так, как вы бы делали записи в свой дневник», вследствие чего считает, что эта запись была написана с «более зрелой музыкальной точки зрения».

Эта запись, над которой я работал всю свою жизнь. Вы всегда должны трансформироваться, иначе вы не сможете продолжать выступать в качестве артиста, и эта пластинка стала для меня самой большой трансформацией […] Её лучше услышать, чем описать […] На ней действительно хотел петь, и это должно исходить из обнажённого, эмоционального места. Это не запись о том, как я плачу, или песни о моих горестях, но я думаю, что эта запись, вероятно, будет говорить с большим количеством людей по-разному, из-за её полного человеческого элемента […] Если бы мне пришлось сделать обзор записи, я бы сказал, что в нём есть каннибализм, чахотка, одержимость, жестокий секс и романтика, но с оптимистичным размахом […] Название альбома Eat Me, Drink Me (рус. Съешь меня, выпей меня) также было вдохновлено этой историей несколько лет назад об одном немецком мужчине, который дал объявление, что он хочет, чтобы его съели, и о человеке, который его съел. Хотя я не могу рассказать об отношениях, которые были у этих двоих, я нашёл эту историю очень привлекательной в романтическом плане.— Мэрилин Мэнсон в интервью для журнала Revolver
Было заявлено, что первоначально было около 20 демозаписей, все написанные Скольдом, две из которых (которые не вошли в альбом) по словам Мэнсона уже содержали текст и вокал. Мэнсон заявил, что ему было трудно вырезать некоторые из них, но он чувствовал, что должен это сделать, чтобы предотвратить «разбавление» альбома. 31 мая весь альбом был загружен в общий доступ на странице Myspace Мэнсона за пять дней до его релиза в США.

## Темы в альбоме
«Эта запись, безусловно, очень важна для моей жизни. Я думаю, что эта запись показывает человеческую сторону меня, показывает уязвимую сторону меня, которая связана с Льюисом Кэрроллом. [...] это похоже на мифологию Христа с мифологией вампиров».
"Мэнсону, вероятно, нужно было что-то, чтобы встряхнуть свою музыку, которая начала становиться комфортно предсказуемой после его популярного творческого пика на Mechanical Animals, но удар по обнажению души на Eat Me…, возможно, не был способом сделать это. Но Мэнсон настолько искренне верит в рок-н-ролльные мифы, что по итогу принял клише «исповедального» альбома после развода, наполнив этот альбом песнями о «разрушенных отношениях и новой любви». Песни на личные темы необычны для репертуара Мэнсона, но это не значит, что он отказался от своей склонности писать о великих концепциях. Разница в том, что на этот раз сам Мэнсон — это грандиозная концепция, которая может дать ему лирический крючок, но не в музыкальном плане. На звуковом уровне это немного похоже на «Мэнсона по номерам», но кажется, что его обычная мрачная угроза исчезла, и музыка звучит яснее, менее затронута и тупа, всё ещё сохраняя большую часть своего готического романтизма и вспенивающейся тяжести. Во всяком случае, Eat Me… слишком прозрачен, так как его чистый арена-роковое звучание делает альбом безопасным, слишком близким к кабаре Мэнсона для комфорта, особенно когда он пишет песни, сами названия которых кажутся невольными пародиями на себя, такими как «If I Was Your Vampire», «You and Me and the Devil Makes 3» и «They Said That Hell’s Not Hot», или когда он лениво извергает ненормативную лексику в припеве к «Mutilation Is the Most Sincere Form of Flattery».
Наиболее распространённым литературным влиянием альбома и состояния Мэнсона является «Лолита» Владимира Набокова, одна из самых известных книг XX века. Песня Heart-Shaped Glasses (When the Heart Guides the Hand) — это самый очевидный намёк к произведению Набокова, поскольку, по словам Мэнсона, Эван Рэйчел Вуд также является большим поклонником писателя и намеренно носила солнцезащитные очки в форме сердца при встрече на свидании, когда их отношения перешли в романтические. Связи с романом гораздо глубже, чем просто «внутренняя шутка» между Мэнсоном и Вудом об очевидной разнице в возрасте, а солнцезащитные очки в форме сердца, связанные с «Лолитой», появляются только на рекламном плакате и постере экранизации романа Стэнли Кубрика, а не на самом фильме или в романе Набокова. По словам Мэнсона, вампиризм — это всего лишь одна из тёмных тем, проходящих через альбом Eat Me, Drink Me. «Если бы мне пришлось сделать обзор записи, я бы сказал, что в нём есть каннибализм, чахотка, одержимость, жестокий секс и романтика, но с оптимистичным размахом».

### Символ альбома
В 2007 году Eat Me, Drink Me принёс с собой, впервые почти за десять лет, символ, который Мэнсон принял для представления себя, не имел непосредственного и очевидного более глубокого значения для оккультизма, псевдофашизма или арт-движения. Этот логотип, позже названный «спиралевидное сердце» в официальных описаниях товаров в интернет-магазине, представлял собой минималистично грубо нарисованное сердце, которое закручивалось по центру. Мэнсон признался, что это было данью уважения своей любовнице Вуд за то, что она вдохновила его любовью и творческим порывом, который был стимулом, необходимым для создания альбома. Он уточнил это, поскольку это было вытатуировано на его левом внутреннем запястье.

## Список композиций
| №                   | Название                                                | Длительность |
| ------------------- | ------------------------------------------------------- | ------------ |
| 1.                  | «If I Was Your Vampire»                                 | 5:56         |
| 2.                  | «Putting Holes in Happiness»                            | 4:31         |
| 3.                  | «The Red Carpet Grave»                                  | 4:05         |
| 4.                  | «They Said That Hell's Not Hot»                         | 4:17         |
| 5.                  | «Just a Car Crash Away»                                 | 4:55         |
| 6.                  | «Heart-Shaped Glasses (When the Heart Guides the Hand)» | 5:05         |
| 7.                  | «Evidence»                                              | 5:19         |
| 8.                  | «Are You the Rabbit?»                                   | 4:14         |
| 9.                  | «Mutilation Is the Most Sincere Form of Flattery»       | 3:52         |
| 10.                 | «You and Me and the Devil Makes 3»                      | 4:24         |
| 11.                 | «Eat Me, Drink Me»                                      | 5:40         |
| Общая длительность: | Общая длительность:                                     | 52:12        |

| №                   | Название | Длительность |
| ------------------- | --- | ------------ |
| 12.                 | «Heart-Shaped Glasses (Inhuman Remix)» (International bonus track)                                          | 4:07         |
| 13.                 | «Heart-Shaped Glasses (Space Cowboy Remix)» (UK/AU bonus track)                                             | 5:24         |
| 14.                 | «Putting Holes in Happiness (Acoustic Version)» (Japan bonus track)                                         | 4:10         |
| 15.                 | «Heart-Shaped Glasses (When the Heart Guides the Hand) (Penetrate the Canvas Remix)» (Best Buy bonus track) | 4:48         |
| Общая длительность: | Общая длительность:                                                                                         | 70:01        |

| №                   | Название                                                 | Длительность |
| ------------------- | -------------------------------------------------------- | ------------ |
| 1.                  | «Putting Holes in Happiness (Boys Noize Remix)»          | 5:37         |
| 2.                  | «Putting Holes in Happiness (Robots to Mars Mix)»        | 4:23         |
| 3.                  | «Putting Holes in Happiness (Guitar Hero Remix)»         | 3:44         |
| 4.                  | «Putting Holes in Happiness (Ginger Fish Remix)»         | 3:15         |
| 5.                  | «Heart-Shaped Glasses (Penetrate the Canvas Remix)»      | 4:48         |
| 6.                  | «Heart-Shaped Glasses (Hamel Remix)»                     | 7:01         |
| 7.                  | «You and Me and the Devil Makes 3 (Adam Freeland Remix)» | 5:38         |
| Общая длительность: | Общая длительность:                                      | 34:21        |

| №  | Название                                                           | Длительность |
| -- | ------------------------------------------------------------------ | ------------ |
| 1. | «Heart-Shaped Glasses (When the Heart Guides the Hand)» (Explicit) |              |
| 2. | «Heart-Shaped Glasses (When the Heart Guides the Hand)» (Clean)    |              |
| 3. | «Putting Holes in Happiness» (Music Video)                         |              |
| 4. | «Track-by-track Interview» (Interview with Marilyn Manson)         |              |

## Чарты
| Чарт(2007)                                    | Позиция |
| --------------------------------------------- | ------- |
| Австралия (ARIA)                              | 9       |
| Австрия (Ö3 Austria)                          | 2       |
| Бельгия/Фландрия (Ultratop)                   | 19      |
| Бельгия/Валлония (Ultratop)                   | 9       |
| Канада (Canadian Albums Chart)                | 8       |
| Croatian Combined Albums (HDU)                | 23      |
| Чехия (ČNS IFPI)                              | 12      |
| Дания (Hitlisten)                             | 18      |
| Нидерланды (Album Top 100)                    | 38      |
| European Albums (Billboard)                   | 2       |
| Финляндия (Suomen virallinen lista)           | 9       |
| Франция (SNEP)                                | 5       |
| Германия (Offizielle Top 100)                 | 4       |
| Greek Albums (IFPI)                           | 17      |
| Венгрия (MAHASZ)                              | 32      |
| Ирландия (IRMA)                               | 23      |
| Италия (Classifica album)                     | 7       |
| Japanese Albums (Oricon)                      | 15      |
| Mexican Albums (Top 100 Mexico)               | 12      |
| Новая Зеландия (RMNZ)                         | 18      |
| Норвегия (VG-lista)                           | 12      |
| Польша (ZPAV)                                 | 36      |
| Шотландия (Scottish Albums Chart)             | 7       |
| Испания (PROMUSICAE)                          | 7       |
| Швеция (Sverigetopplistan)                    | 10      |
| Швейцария (Schweizer Hitparade)               | 4       |
| Великобритания (UK Albums Chart)              | 8       |
| Великобритания (UK Rock & Metal Albums Chart) | 1       |
| США (Billboard 200)                           | 8       |
| США (Billboard Top Rock Albums)               | 3       |

| Чарт(2007)                         | Позиция |
| ---------------------------------- | ------- |
| French Albums (SNEP)               | 137     |
| Swiss Albums (Schweizer Hitparade) | 94      |

## Сертификации
| Регион                                                       | Сертификация | Продажи |
| ------------------------------------------------------------ | ------------ | ------- |
| Россия (NFPF)                                                | Золотой      | 10 000* |
| * Данные о продажах приведены только на основе сертификации. |              |         |